# Teresa Wodzińska
Teresa Wodzińska h. Jastrzębiec (ur. 1790, zm. 7 maja 1859 w Poznaniu) – polska szlachcianka, znana z dużego majątku i wpływów w końcu XVIII i na początku XIX wieku. Była członkinią znanej wówczas rodziny Wodzińskich herbu Jastrzębiec i odegrała kluczową rolę w zjednoczeniu dwóch gałęzi rodziny Wodzińskich poprzez swoje małżeństwo z Wincentym Wodzińskim.
Znana z m.in. tego, że prowadziła dom otwarty dla polskiej polonii w Genewie, gdzie spotykała się i bywała elita intelektualna - m.in. Słowacki, Krasiński, Mickiewicz czy książę Ludwik Napoleon (znany jako cesarz Napoleon III Bonaparte).
Była matką pianistki Marii Wodzińskiej, narzeczonej Chopina, babką Józefa Kościelskiego, kuzynką biskupa Gabriela Wodzińskiego i księżnej Marianny z Wodzińskich Radziwiłłowej z Kter, oraz bratową senatora-wojewody Macieja Wodzińskiego.

## Życiorys

### Wczesne dzieciństwo
Teresa była córką Jana Pawła Wodzińskiego, dziedzica klucza Bogusławickiego, i hrabiny Barbary Mikorskiej herbu Ostoja. Poprzez swoją matkę była blisko spokrewniona z rodami Lasockich, Lempickich, Nakwaskich i Łubieńskich.

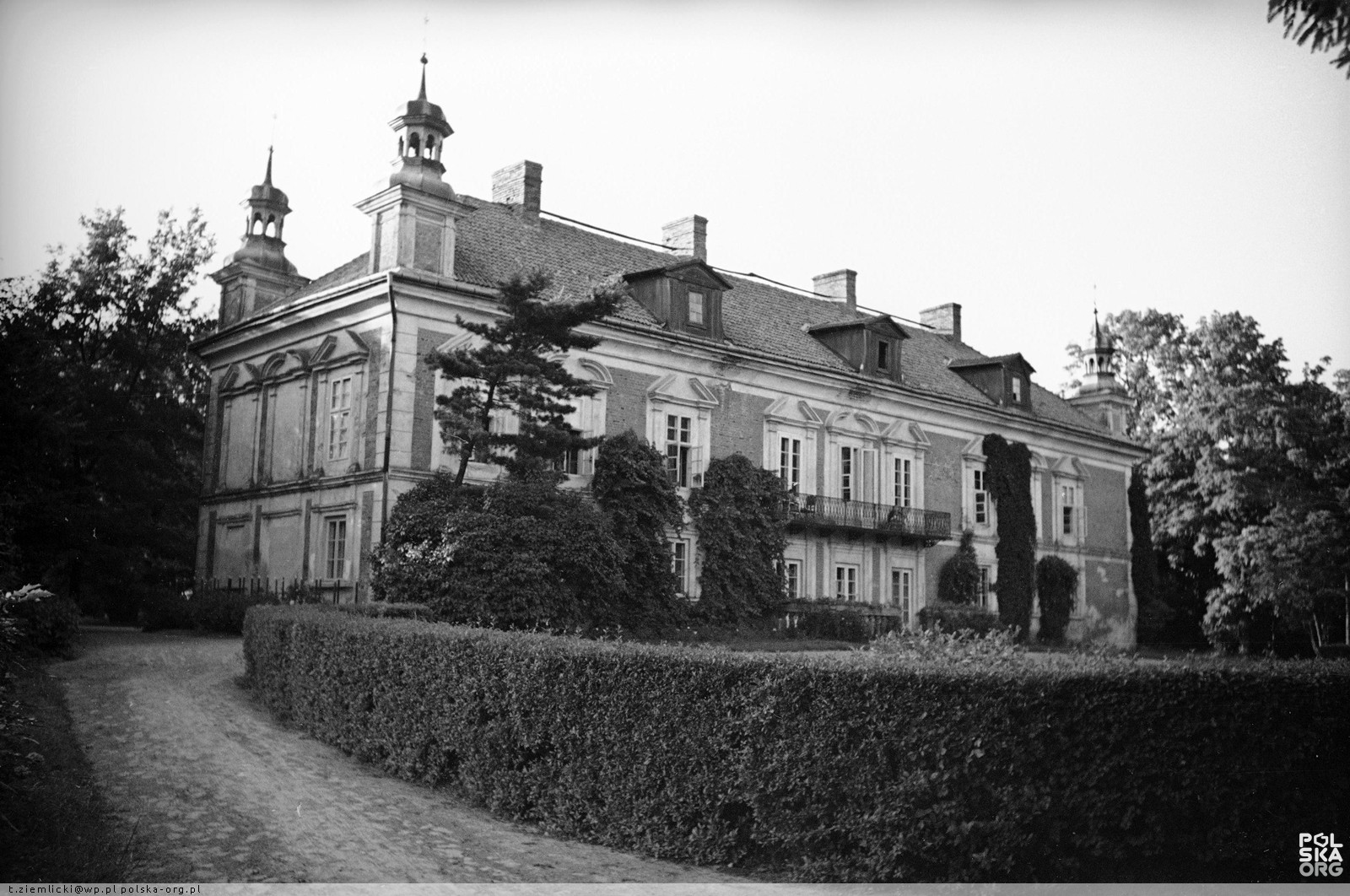
Dwór Wodzińskich w Służewie
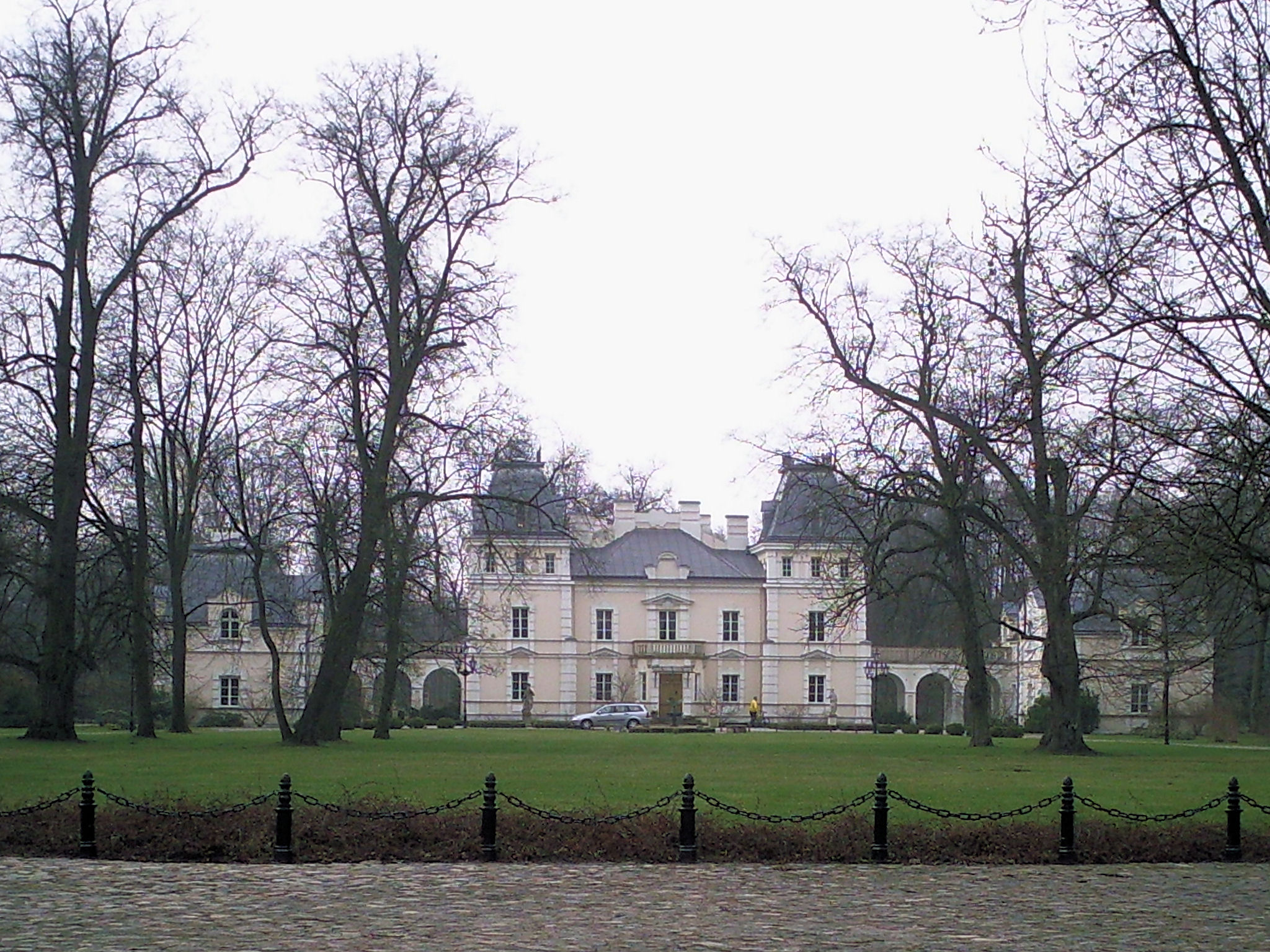
Dwór Wodzińskich w Suchej
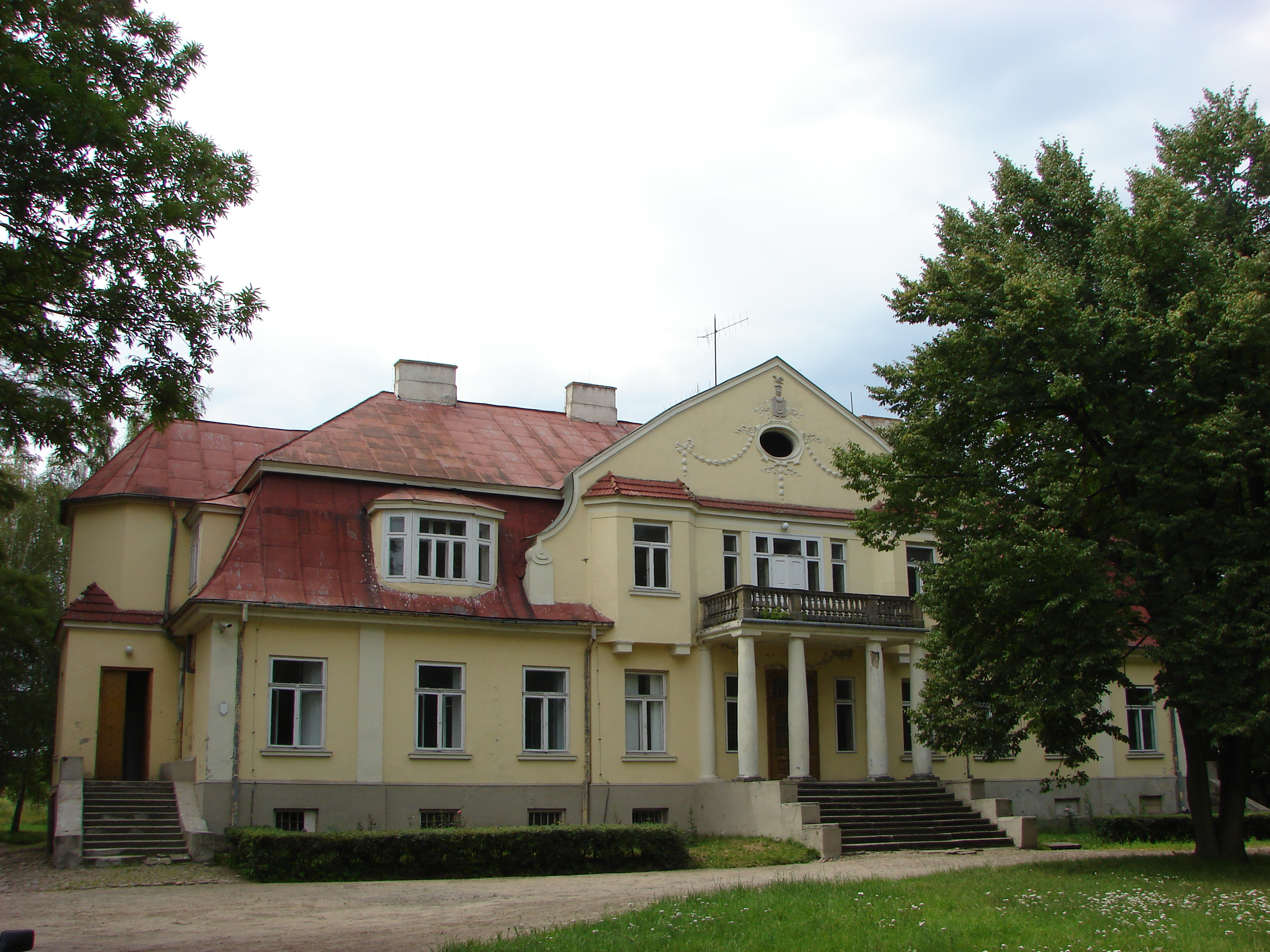
Dwór Wodzińskich w Kterach

Wodzińscy znani byli w kraju m.in. przez ojca Marii, Jana Pawła, który był wielokrotnym posłem na sejm, jej przyszłego szwagra, senatora wojewody Prezesa Senatu, Macieja Wodzińskiego, kuzyna z dworu w Suchej senatora-kasztelana Karola Wodzińskiego i jego bratanka generała Ignacego Wodzińskiego (komendanta Szkoły Rycerskiej) oraz związanych z dworem w Kterach, kuzyna biskupa smoleńskiego Gabriela Wodzińskiego i jego siostrzenicę księżną Mariannę z Wodzińskich Radziwiłłową.
Teresa przyszła na świat w 1790 w pałacyku przy ulicy Królewskiej 1640 należącym do jej rodziców, który pod koniec XIX uległ rozbiórce.
Bardzo wcześnie została sierotą. Nie jest znana data śmierci rodziców, ale z relacji pisarza Antoniego Wodzińskiego (który 100 lat później napisał biografię Marii Wodzińskiej) oboje rodzice Teresy zmarli gdy była jeszcze dzieckiem. Trafiła pod opiekę wuja Antoniego, brata stryjecznego jej ojca.
Pisarz Antoni takimi oto słowy opisał jej charakter i temperament:

Teresa pozostała jedyną spadkobierczynią imienia swojego ojca. To jemu zawdzięczała pierwszy światły kierunek nadany jej kształceniu. Jej energia i stanowczość, nie wykluczające jednak nieraz do granic egzaltacji posuniętej uczuciowości, odbijały się w pewnej męskości, lecz zarazem i w dobrotliwości wydatnych rysów twarzy. W swoich przekonaniach, pod wpływem ducha epoki, podlegała zarówno racjonalizmowi Encyklopedystów, jak i sentymentalnej filozofii Rousseau. Jednak w jej duszy wrodzona kobieca tkliwość zawsze łagodziła zarówno porywy dumy, jak i bunty niezależnego umysłu. W grubym zeszycie, który pozostawiła po sobie, gdzie zwykle spisywała swoje wrażenia, przeważnie w modnym na owe czasy francuskim języku, można znaleźć kilka znamiennych uwag. Świadczą one, że choć była niezależna duchem, to nie zdołała wykorzenić z serca głębokiej, prostej wiary przodków, którą przejęła z pokolenia na pokolenie, wyssanej z mlekiem matki.

Wychowywała się w domu wuja Antoniego i ciotki Kasyldy z Orsettich (z którymi Wodzińscy byli blisko i często się wiązali) wraz z ich dziećmi - Maciejem Wodzińskim (przyszłym senatorem-wojewodą) i jego młodszym bratem Wincentym Szymonem Wodzińskim.
I w tym drugim, Wincentym Szymonie, Teresa się zakochała.

### Ślub
Ok. 1810 Teresa poślubiła Wincentego Szymona Wodzińskiego (1784 -1849),  co poskutkowało także ponownym zjednoczeniem dwóch gałęzi rodziny wywodzących się od Kazimierza Wodzińskiego, starosty gostyńskiego. Teresa wniosła do małżeństwa znaczny posag, w tym dobra Bogusławice i Włoszyce, które od dwustu lat były w rękach Wodzińskich. W rękach jej męża, Wincentego, było rodowe Służewo i Sułkowo. Razem były to włości przekraczające 100m2.
Para miała sześcioro dzieci:
1. Antoni Wodziński (1812–1847) – powstaniec listopadowy, uczeń Liceum Warszawskiego, przez rok mieszkał w pensjonacie Chopinów.
2. Feliks Wodziński (1814–1870) – oficer Wojska Polskiego.
3. Kazimierz Wodziński (1817–1875) – działacz emigracyjny, uczeń Liceum Warszawskiego, przez rok mieszkał w pensjonacie Chopinów.
4. Maria Wodzińska (1819–1896) – malarka, znana z narzeczeństwa z Fryderykiem Chopinem.
5. Józefa Wodzińska (1820–1905) – żona Augusta Kościelskiego, matka poety Józefa Kościelskiego
6. Teresa Wodzińska (1831–1867) – żona Leona Wodzińskiego, przyszłego nowego właściciela Służewia.
7. Juliana Józefa - zmarł w pierwszym roku
8. Juliana Wilhelma - zmarł w pierwszym roku

### Życie w Warszawie

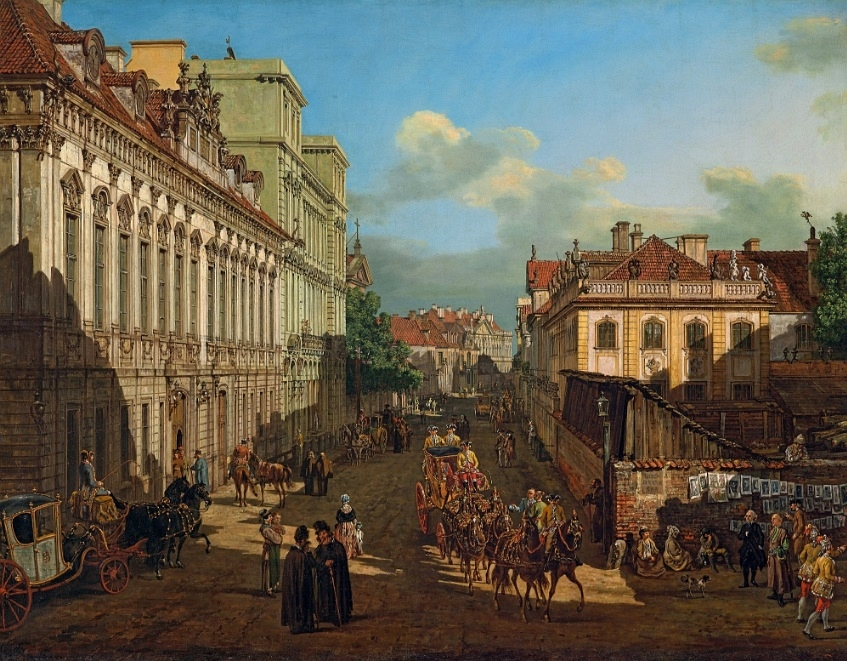
Pałac Teppera przy Miodowej 495 gdzie mieszkali Wodzińscy. Obraz Canaletto z 1777 r.

W młodości Teresa żyła w rodowych dworach, i bywała zimą w Warszawie, gdzie mieszali przy ulicy Przejazd, Franciszkańskiej a później najdłużej przy ul. Miodowej 495 w pałacu Tepera. Tam też urodziła się Maria. Gdy dzieci podrosły postanowiła się przenieść do Warszawy na stałe.

Początkowo, gdy Antoni rozpoczął edukację w Liceum Warszawskim, Wodzińscy nie mieli jeszcze w pełni w Warszawie warunków aby zamieszkać całą rodziną i byli w trakcie przeprowadzki. Antoni zamieszkał na stancji u ich przyjaciela, Mikołaja Chopina. Opisuje to Eustachy Marylski w artykule "Pamiętnik" do Kuriera Warszawskiego:

Wraz ze mną byli na pensji u Chopina: Jan Białobłocki (...), Jan del Campo Scipio, (...) Tytus Wojciechowski (...), Karol Weltz (...), Michał Lisowski (...), i Wodziński (…).
Nie wolno było nikomu (mieszkającemu na stancji u Chopina) wychodzić na ulicę samemu. Siadaliśmy razem do stołu z państwem Chopin i dziećmi ich, t.j. Ludwiką i Izabellą, Emilią i Fryderykiem, którego imię głośne stało się w całym świecie artystycznym.

Teresa i Wincenty Wodzińscy znali się i przyjaźnili z Justyną i Mikołajem Chopin od dawna (obie rodziny pochodziły z Kujaw) i jak relacjonuje to Józefa Kościelska, gdy w każdą niedzielę, albo Państwo Chopin wizytowali u Wodzińskich, albo Wodzińscy u Chopinów.
Tak też zrodziła się i rozwinęła się podczas okresu Liceum przyjaźń pomiędzy Fryderykiem Chopinem a Antonim, oraz zażyłość z będącą wówczas małym dzieckiem, Marią.

W jednym z późniejszych listów Fryderyka Chopina do Feliksa Wodzińskiego kompozytor wraca do tych dni dzieciństwa wspominając jak się bawili się z Marią ganiając się po pokojach:

Kochany Felusiu! Zapewneś sobie pomyślał: Fryc osowiał, że ani mnie, ani Marysi nie odpisuje. Pamiętasz, żem zawsze wszystko za późno robił. (...) Żeby nie to, że dopiero wróciłem znad Renu i że mam zatrudnienie, którego teraz porzucić nie mogę, w ten moment bym pojechał do Genewy podziękować i przyjąć zaprosiny Twojej Szanownej Mamy. Ale losy srogie, słowem, nic z tego.
Twoja siostra tyle była grzeczna, że mi swoją kompozycję przysłała. Ucieszyło mnie to niewymownie i zaraz tego samego wieczora improwizowałem w jednym z tutajszych salonów na ładniuchny temat owej Maryni, z którą się to w Pszennego domu za dawnych czasów po pokojach goniło...
A dziś! Pozwalam sobie przesłać mojej cenionej koleżance, pannie Marii, walca, który niedawno wydałem. Oby setną cząstką przyjemności tej zrobił, jakiej ja doznałem odebrawszy wariacje. Kończę, jeszcze raz dziękując najszczerzej za łaskawą pamięć Twojej Mamy na swojego i wiernego sługę, w którym także trochę krwi kujawskiej płynie.
Kochanego Antka uściskaj. Kazia uduś z czułości, jeżeli potrafisz, a co Pannie Marii, to ukłoń się bardzo elegancko, z uszanowaniem. Zadziw się i powiedz sobie po cichu: „Mój Boże, jak to urosło!...
F. Chopin

Gdy Pani Teresa zorganizowała już życie Warszawie, jej salon zaczął tętnić życiem, co najlepiej oddają słowa Dionizy Wawrzykowskiej-Wierciochowej

Pan Wincenty zapobiegliwie gospodarował dużymi majętnościami swymi oraz posagowymi dobrami żony, liczącymi (...) osiemnaście tysięcy morgów [przyp. ok. 100 km2] , pani Teresa organizowała życie towarzyskie i ,,prowadziła salon". Wzorem swych rodziców młoda pani Teresa prowadziła zresztą dwa domy: jeden na wsi, drugi w Warszawie, gdzie stale spędzała zimę. (...) W salonie Wincentostwa Wodzińskich zbierało się niemal codziennie wieczorem doborowe pod względem rodowym oraz intelektualnym towarzystwo. (...) Maria Wodzińska wychowywała się więc w środowisku inteligentnym i mogła mu zawdzięczać nie tylko swój rozwój umysłowy i skłonności artystyczne, ale i pewną przedwczesną nawet dojrzałość duchową.

W Warszawie Wodzińscy żyli do 1831 roku.

### Powstanie listopadowe
Gdy wybuchło powstanie listopadowe w 1830 roku synowie Antoni  i Kazimierz wstąpili do wojska i wzięli udział w walkach o niepodległość Polski. Brali udział w bitwach pod Grochowem, Mińskiem Mazowieckim, Ostrołęką. Antoni za waleczność był wytypowany do odznaczenia krzyżem.
Bardzo zaangażowany w Powstaniu Listopadowym był również Maciej Wodziński, który wcześniej jako młodzieniec (najpierw jako żołnierz, później jako osobisty adiutant Księcia Józefa Poniatowskiego) brał udział w wojach napoleońskich. W Powstaniu Listopadowym jako niemal pięćdziesięciolatek zaangażowany był politycznie - był wojewodą i Prezesem Senatu.
W Powstaniu, w bitwie pod Grochowem zginął w wieku 20 lat kuzyn, Kazimierz Wodziński z Kter.
W 1831 roku Teresa z dziećmi schroniła się w swojej posiadłości w Sułkowie na Kujawach.

### Emigracja do Berlina, Drezna i Genewy
Po upadku powstania, w 1831, Antoni dołączył do rodziny, która wcześniej przeniosła się do Berlina. Wszyscy razem, z obawy przed represjami, przenieśli się w 1832 do Drezna, gdzie przebywał już stryj  Maciej Wodziński, który pomógł im tam rozpocząć życie. 

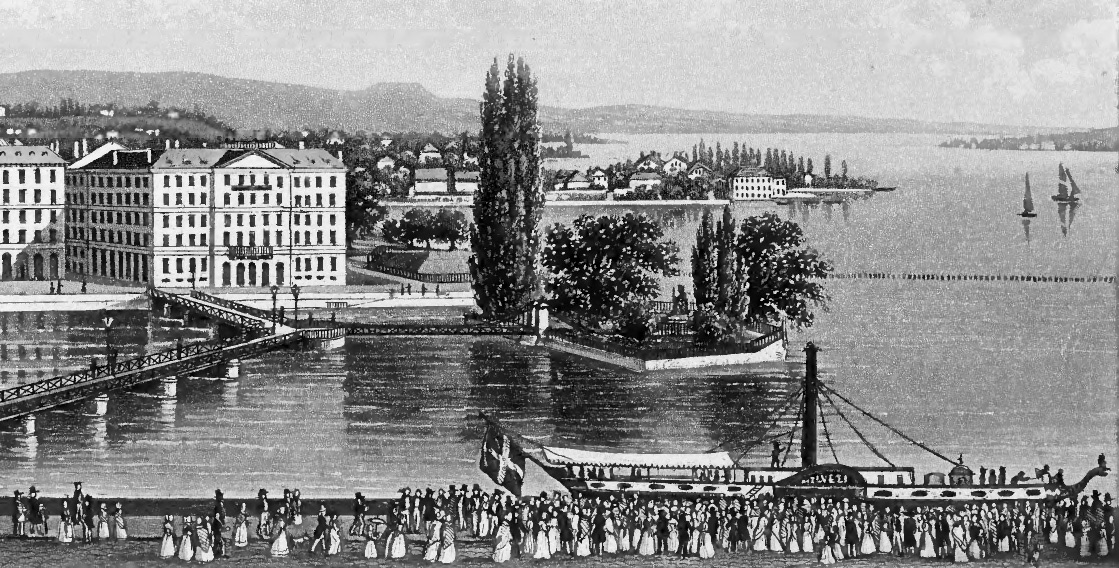
Rycina z 1860 przedstawia fragment promenady Quai Beau Rivage, przy której mieli willę Wodzińscy. Widoczny Hotel des Bergues i Most Mont-Blanc, który łączy promenadę ze starym miastem w Genewie.

W1833 rodzina przeniosła się do Genewy i zamieszkała willi nad samym jeziorem genewskim (Lac Léman ) przy promenadzie Quai Beau Rivage (dziś Quai du Mont-Blanc) połączonej mostem Mont-Blanc z genewską starówką.  
Promenada, dziś wyłącznie z zabudową hotelową, łączyła w XIX zabudowę willową z hotelarską. To tam znajdują się słynne na całym świecie i powstałe w XIX wieku Genewskie hotele: Hotel des Bergues,  Beau-Rivage Geneva oraz Ritz-Carlton de la Paix.
W willi mieszkało na stałe kilkanaście osób. Oprócz sześciorga rodzeństwa i matki, były aż trzy guwernantki-cudzoziemki,  dwie pokojówki zabrane z Polski, wreszcie niańka i piastunka niedawno urodzonej Tereni.
We wrześniu 1835 roku, w drodze powrotnej do kraju, Wodzińscy zatrzymali się ponownie w Dreźnie, gdzie doszło do spotkania z Fryderykiem Chopinem. Kompozytor wcześniej utrzymywaowy kontakt listowny z Teresą Wodzińską. Rodzina Wodzińskich była związana z Chopinem również poprzez fakt, że Antoni i Kazimierz byli uczniami Liceum Warszawskiego i przez rok mieszkali w pensjonacie prowadzonym przez rodzinę Chopinów.
Dwór w Służewie na Kujawach, który otrzymali w wyniku podziału majątku, stał się jednym z najbardziejowych miejsc spotkań polskiej elity tamtych czasów. Odnowiony zamek, niegdyś obronna siedziba Górków i Kmitów, został przekształcony w reprezentacyjną rezydencję przez Antoniego Wodzińskiego, chorążego brzeskokujawskiego. Zamek charakteryzował się architekturą z cegły różowej z gzymsami, dwunastoma oknami frontowymi oraz czterema wieżyczkami z żelaznymi chorągiewkami datowanymi na 1650 rok. Otaczał go piękny park zaprojektowany według planów Alphonse'a.
W Służewie gościli znakomici ludzie tamtych czasów:
- Gabriel Wodziński – biskup smoleński, wzorowy kapłan i światły senator.
- Marianna z Wodzińskich Walewska – późniejsza księżna Ludwikowa Radziwiłłowa, ordynatka na Klecku.
- Generał Ignacy Wodziński – komendant korpusu kadetów.
- Rodziny spokrewnione: Mikorscy ze Słubic, Lasoccy, Kościelscy, Skarbkowie.

### Późniejsze lata i dziedzictwo
Rodzina Wodzińskich napotkała wiele wyzwań w połowie XIX wieku, w tym polityczne zawirowania i utratę majątków w wyniku wydarzeń krajowych. Po powstaniu listopadowym i emigracji, Teresa Wodzińska doświadczyła trudów związanych z wygnaniem i zmianami społeczno-politycznymi tamtego okresu.
Napoleon III, wyniesiony na tron cesarski, nie zapomniał o rodzinie Wodzińskich. W ostatnich latach panowania przyjmował Kazimierza Wodzińskiego, a nawet polecił generałowi Fleury, swojemu ambasadorowi w Petersburgu, wstawić się u cesarza Rosji o zwrócenie skonfiskowanych dóbr rodzinie. Po śmierci cesarza i tragicznym końcu jego syna, cesarzowa Eugenia kontynuowała kontakty z Wodzińskimi.
Pomimo upadku fortuny i wpływów, dziedzictwo Teresy przetrwało poprzez jej wkład w jedność rodziny oraz w kulturalne życie polskiej szlachty. Jej dzieci, szczególnie Maria Wodzińska, odegrały znaczącą rolę w kulturze polskiej.